# Северна мађарска регија
Северна мађарска регија (мађ. Észak-Magyarország) је једна од седам мађарских статистичких регија.

## Географија
Обухвата три жупаније у потпуности и једну жупанију делимично и то:
- Боршод-Абауј-Земплен у потпуности,
- Хевеш у потпуности,
- Ноград у потпуности,
- Саболч-Сатмар-Берег делимично.

Центар регије је град Мишколц

### Северна Мађарска регија (Észak-Magyarország régió) - уређење
(У загради, поред котарског имена и оригиналног Мађарског имена, су подаци о броју становника из пописа од 1. јануара 2005. године.): 

#### Боршод-Абауј-Земплен(Borsod-Abaúj-Zemplén megye)
- Абауј-Хеђкешки Abaúj–Hegyközi kistérség; (15.558)
- Бодрогкезечки Bodrogközi kistérség; (18.384)
- Еделењски Edelényi kistérség; (36.299)
- Енчејски Encsi kistérség; (24.251)
- Казинцбарцишки Kazincbarcikai kistérség; (64.077)
- Мезечатски Mezőcsáti kistérség; (15.048)
- Мезекевешки Mezőkövesdi kistérség; (44.565)
- Мишколчки Miskolci kistérség; (274.840)
- Оздијски Ózdi kistérség; (74.283)
- Шарошпатачки Sárospataki kistérség; (27.146)
- Шатораљаујхејски Sátoraljaújhelyi kistérség; (24.632)
- Серенчшки Szerencsi kistérség; (45.006)
- Сиксојски Szikszói kistérség; (19.586)
- Тисаујварошки Tiszaújvárosi kistérség; (33.616)
- Токајски Tokaji kistérség; (14.563)

#### Хевеш(Heves megye)
- Белапатфалвски Bélapátfalvai kistérség; (13.739)
- Јегарски Egri kistérség; (79.484)
- Физешабоњски Füzesabonyi kistérség; (38.040)
- Ђенђешки Gyöngyösi kistérség; (77.773)
- Хатвански Hatvani kistérség; (53.952)
- Хевешки Hevesi kistérség; (36.481)
- Петервашарски Pétervásárai kistérség; (23.287)

#### Ноград(Nógrád megye)
- Балашађарматски Balassagyarmati kistérség; (42.581)
- Батоњтерењешки Bátonyterenyei kistérség; (26.319)
- Пастошки Pásztói kistérség; (33.641)
- Ретшачки Rétsági kistérség; (25.795)
- Шалготарјански Salgótarjáni kistérség; (68.070)
- Сечењски Szécsényi kistérség; (20.095)

## Туристичке знаменитости

### Замкови
- Замак у Егеру
- Замак у Диошђеру
- Замак у Физеру

## Већи градови
Мишколц, Егер, Шалготарјан, Озд, Казинцбарцика, Шарошпатак, Шатораљаујхељ, Тисаујварош, Токај, Ђенђеш, Хатван, Балашађармат.

## Белешке
1. ↑  Котари у Мађарској